# Пульхер
Пульхер (Hemigrammus pulcher) — акваріумна риба. У природі поширена в басейні річки Амазонки на території Перу, можливо також в Бразилії та Колумбії. Досягають завдовжки до 5 см.

## Утримання в неволі
Температура 22-28°C, кислотність 5,0-7,0.
Розводити складно, оскільки батьки можуть їсти яйця. Вимагають м'якої слабкокислої води. Яйця зазвичай вилуплюються за 20-24 години.